# ماساشي ناتو
ماساشي ناتو (باليابانية: 二戸 将) (5 مايو 1989 في أوساكا في اليابان – )؛ هو لاعب كرة قدم سابق كان يلعب كمدافع.

## وصلات خارجية
- ماساشي ناتو على موقع رابطة كرة القدم اليابانية للمحترفين (اليابانية)